# 봉오대로
봉오대로(烽梧大路)는 인천광역시 서구 원창동과 경기도 부천시 오정구 고강동 사이를 잇는 도로이다. 인천광역시 구간은 과거에 봉화로, 부천시 구간은 오정대로라고 불렸으나 2011년 7월 29일부터 실시된 도로명새주소 안내를 위한 도로명 정비로 봉오대로라는 명칭으로 통합되었다. 도로 이름의 의미는 인천 서구 봉화대에서 부천 오정동으로 가는 길이라는 뜻이다. 원창동에서 중봉대로와 교차되며, 서울시계에서 화곡로로 직결된다. 2015년 2월 16일에는 인천광역시 서구 구간이 자동차전용도로로 지정되었다. 2륜차는 통행할 수 있으나 저속 전기차는 통행할 수 없다.

## 역사
- 1992년 4월: 오정구 고강동 ~ 오정동 구간 착공
- 1994년 6월 15일: 고강동 ~ 오정동 구간 2.78km 개통[2]
- 1998년 4월: 부천시 구간 2단계 공사 착공
- 2002년 11월: 오정사거리 ~ 인천광역시 계양구 작전서운동 구간 개통
- 2003년: 계양구 작전2동 코오롱아파트 ~ 효성2동 효성2 치안센터 구간 착공
- 2005년 12월 1일: 고강동 ~ 서울특별시 양천구 신월동 구간 연결구간 개통으로 완전 개통[3]
- 2006년 10월: 작전2동 코오롱아파트 ~ 효성2동 효성2 치안센터 구간 개통 (1공구)
- 2009년 7월 10일: 2개 이상 시·도에 걸쳐 있는 도로로 봉오대로를 고시[4]
- 2010년 12월: 계양구 효성2동 효성2 치안센터 ~ 효성2동 흑룡부대 및 작전서운동 ~ 효성동 중앙버스전용도로 착공
- 2012년 6월: 효성동 효성2 치안센터 ~ 효성2동 흑룡부대 구간 개통 (2공구) 및 작전서운동 계양경기장 ~ 작전2동 코오롱아파트, 효성1동 현대3차아파트 ~ 효성2동 아나지로 중앙버스전용도로 개설
- 2013년 5월: 작전2동 코오롱아파트 ~ 효성1동 현대3차아파트 중앙버스전용도로 개설
- 2013년 7월 22일: 청라 ~ 강서 간선급행버스체계 시범 사업에 따라 봉화사거리 ~ 아나지삼거리 ~ 굴포천 8.5km 구간과 부천 굴포천 ~ 고강지하차도 5.9km 구간을 중앙버스전용차로로 지정[5]
- 2014년 9월 5일: 효성2동 흑룡부대 ~ 가정동 가정사거리 구간 개통 (3공구, 경인고속도로 직선화 구간)[6] 및 효성2동 흑룡부대 ~ 가정동 가정4거리 버스전용도로 개통
- 2015년 2월 16일: 인천광역시 서구 청라지구 ~ 서인천 나들목 7.1km 구간을 자동차 전용도로로 지정[7][8]
- 2019년 5월 25일: 남청라 분기점 제3연륙교 방향 미개통 진입램프와 북항 진출램프 개통[9]

## 경유지
인천광역시
- 서구 (청라동 · 원창동/연희동 · 신현동/가정동) - 계양구 (효성동 · 작전동 · 서운동)

경기도
- 부천시 오정구 (삼정동 · 오정동 · 원종동 · 고강동)

## 노선
- (■): 자동차 전용도로 구간

| 이름                                            | 접속 노선 | 소재지     | 소재지 | 비고                                    |
| ----------------------------------------------- | --- | ---------- | ------ | --------------------------------------- |
| 서해 교차로                                     | 제3연륙교 로봇랜드로                                                                                           | 인천광역시 | 서구   |                                         |
| 남청라 분기점                                   | 400호선 수도권제2순환고속도로                                                                                  | 인천광역시 | 서구   |                                         |
| 원창JCT 교차로                                  | 첨단동로 첨단서로                                                                                              | 인천광역시 | 서구   |                                         |
| 원창1 교차로                                    | 청라사파이어로                                                                                                 | 인천광역시 | 서구   | 청라 방면 진출 불가 서울 방면 진입 불가 |
| 원창2 교차로                                    | 청라대로 | 인천광역시 | 서구   | 청라 방면 진입 불가 서울 방면 진출 불가 |
| (이름 없음)                                     | 청라루비로 | 인천광역시 | 서구   | 청라 방면만 진출입 가능                 |
| 중봉로 교차로 (청라지하차도)                    | 중봉대로 | 인천광역시 | 서구   |                                         |
| 가정사거리 (봉수지하차도)                       | 봉수대로 | 인천광역시 | 서구   |                                         |
| 루원 교차로 (루원지하차도)                      | 국도 제6호선 (가남로) 국도 제77호선 (가남로) 국가지원지방도 제84호선 (서곶로) 국가지원지방도 제98호선 (서곶로) | 인천광역시 | 서구   | 국도 제6, 77호선과 중복                 |
| 서인천 나들목                                   | 120호선 경인고속도로                                                                                           | 인천광역시 | 서구   | 국도 제6, 77호선과 중복                 |
| 아나지삼거리                                    | 국도 제6호선 (아나지로) 국도 제77호선 (아나지로) 청안로 효서로                                                 | 인천광역시 | 계양구 | 국도 제6, 77호선과 중복                 |
| (이름 없음)                                     | 마장로 | 인천광역시 | 계양구 |                                         |
| (이름 없음)                                     | 안남로 | 인천광역시 | 계양구 |                                         |
| (경인교대후문)                                  | 새벌로 | 인천광역시 | 계양구 |                                         |
| 작전역사거리                                    | 계양대로 | 인천광역시 | 계양구 |                                         |
| (이름 없음)                                     | 주부토로 | 인천광역시 | 계양구 |                                         |
| 까치말사거리                                    | 장제로 | 인천광역시 | 계양구 |                                         |
| 서운사거리                                      | 서부간선로 | 인천광역시 | 계양구 |                                         |
| 도두리1교 서운체육공원 계양체육관               | | 인천광역시 | 계양구 |                                         |
| 도두리2교                                       | | 인천광역시 | 계양구 | 봉오고가교                              |
| 도두리2교                                       | | 경기도     | 부천시 | 봉오고가교                              |
| 중동대로입구사거리                              | 송내대로 벌말로                                                                                                | 경기도     | 부천시 | 봉오고가교                              |
| 등뒤교                                          | | 경기도     | 부천시 |                                         |
| (입체 교차로 명칭미상)                          | 신흥로 | 경기도     | 부천시 |                                         |
| 봉오대로사거리                                  | 국도 제6호선 (오정로) 국도 제77호선 (오정로)                                                                   | 경기도     | 부천시 |                                         |
| (이름 없음)                                     | 상오정로 | 경기도     | 부천시 | 서울 방면 진출입만 가능                 |
| 원종 나들목                                     | 소사로 고강로                                                                                                  | 경기도     | 부천시 |                                         |
| 강서 나들목 (고강지하차도사거리) (고강지하차도) | 17호선 평택파주고속도로 역곡로 방화대로                                                                        | 경기도     | 부천시 | 고속도로 나들목 미개통                  |
| 화곡로와 직결                                   | |            |        |                                         |

- 자동차전용도로의 경우 중앙 왕복 4차선 구간만 해당한다.

## 청라 ~ 강서 BRT(중앙버스전용차로)
- 봉오대로를 따라 인천광역시 서구 청라국제도시에서 서울특별시 강서구 화곡역을 연결하는 중앙버스전용차로가 조성되었다. 2013년 7월 11일에 개통했으며 인천광역시 인천교통공사에서 운영하는 7700번이 운행중이다.

## 같이 보기
- 아나지로
- 국도 제6호선
- 국도 제77호선
- 봉화로 (인천) - 해당 도로는 봉수대로와 전혀 다른 도로임.